# Davide Biondini
Davide Biondini (* 24. Januar 1983 in Longiano) ist ein italienischer ehemaliger Fußballspieler.

## Karriere

### Im Verein
Davide Biondini startete seine Karriere bei der AC Cesena. Dort schaffte er über diverse Jugendmannschaften den Sprung in die erste Mannschaft. Bei Cesena spielte er zwei Jahre lang, ehe er 2003 zum Zweitligisten Vicenza Calcio wechselte. Nach zwei Jahren und dem Abstieg in die Serie C1 zog es den Mittelfeldspieler zum Erstligisten Reggina Calcio. Ab 2006 spielte Biondini bei Cagliari Calcio. Seit Januar 2012 steht Biondini beim italienischen Erstligisten CFC Genua unter Vertrag.
In der Saison 2012/13 spielte er auf Leihbasis bei Atalanta Bergamo. In der Winterpause der Saison 2013/14 wurde er, nachdem er bei Genua erneut nicht wirklich zum Zug gekommen war, für ein halbes Jahr zu Aufsteiger US Sassuolo ausgeliehen.

### In der Nationalmannschaft
Davide Biondini nahm für die U-21-Auswahl Italiens an der U-21-EM 2006 in den Niederlanden teil, wo er jedoch nur im letzten Gruppenspiel auflaufen durfte.
Am 14. November 2009 debütierte Biondini unter Marcello Lippi beim 0:0 im Freundschaftsspiel gegen die Niederlande in Pescara in der italienischen A-Nationalmannschaft. Der Mittelfeldspieler wurde in der 70. Minute für Angelo Palombo eingewechselt.